# 黑岛 (鹿儿岛县)
黑岛（日语：／ Kuro-shima）是大隅群岛中的一个岛屿，总面积15.37公里²，总人口215人。行政上，黑岛归属日本鹿儿岛县。黑岛与竹岛、硫磺岛组成三岛村。